# Rheumaptera sachalinensis
Rheumaptera sachalinensis là một loài bướm đêm trong họ Geometridae.